# 马加斯德皮苏埃尔加
马加斯德皮苏埃尔加，是西班牙卡斯蒂利亚-莱昂帕伦西亚省的一个市镇。 总面积28平方公里，总人口729人（2001年），人口密度26人/平方公里。